# Neustadt (Bad Münder am Deister)
Neustadt (o Neustadt bei Hachmühlen) è una frazione (Ortslage) della città di Bad Münder am Deister, nel land della Bassa Sassonia, in Germania.

## Storia
Già comune autonomo nel circondario di Springe, fu soppresso e incorporato a Hachmühlen il 1º gennaio 1963; insieme con Hachmühlen, fu unito a Bad Münder am Deister il 1º gennaio 1973.